# Woolly Wolstenholme

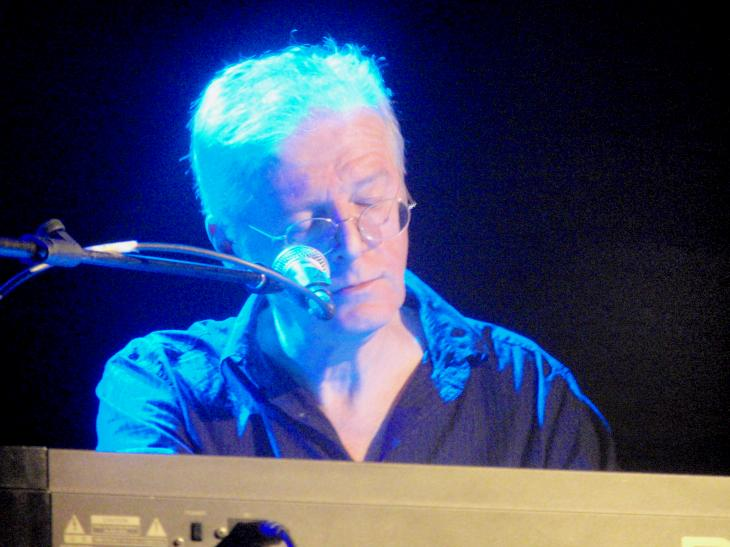
Imagem do músico Woolly Wolstenholme.

Stuart John Wolstenholme, mais conhecido como Woolly Wolstenholme (Chadderton, Lancashire, 15 de abril de 1947 - 13 de dezembro de 2010), foi um músico inglês, que foi vocalista e tecladista da banda britânica de rock progressivo Barclay James Harvest.